# Ceraeotricha pallinervis
Ceraeotricha pallinervis är en fjärilsart som beskrevs av J. Peter Maassen 1890. Ceraeotricha pallinervis ingår i släktet Ceraeotricha och familjen tandspinnare. Inga underarter finns listade i Catalogue of Life.